# Religia we Włoszech

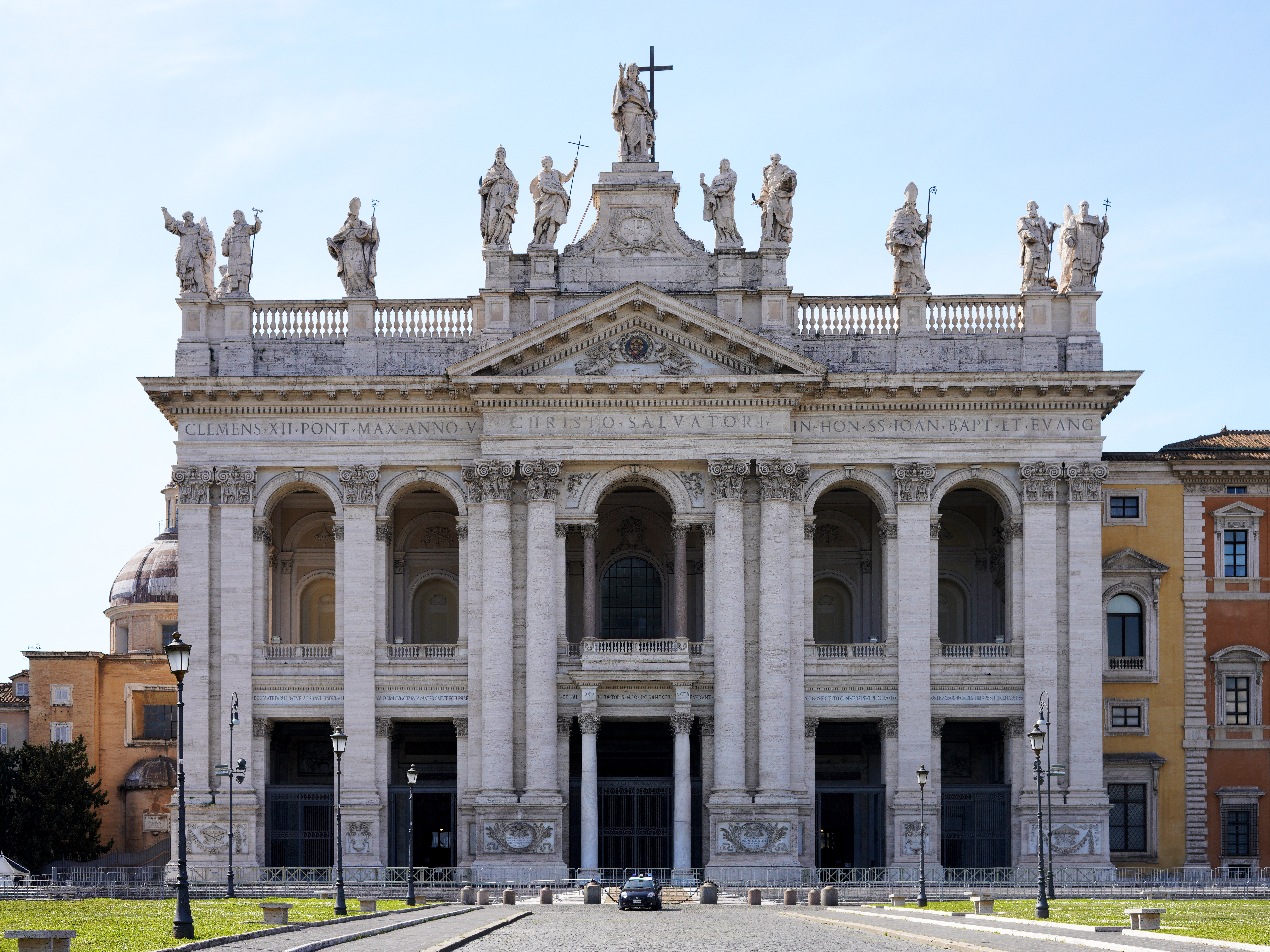
Bazylika św. Jana na Lateranie w Rzymie

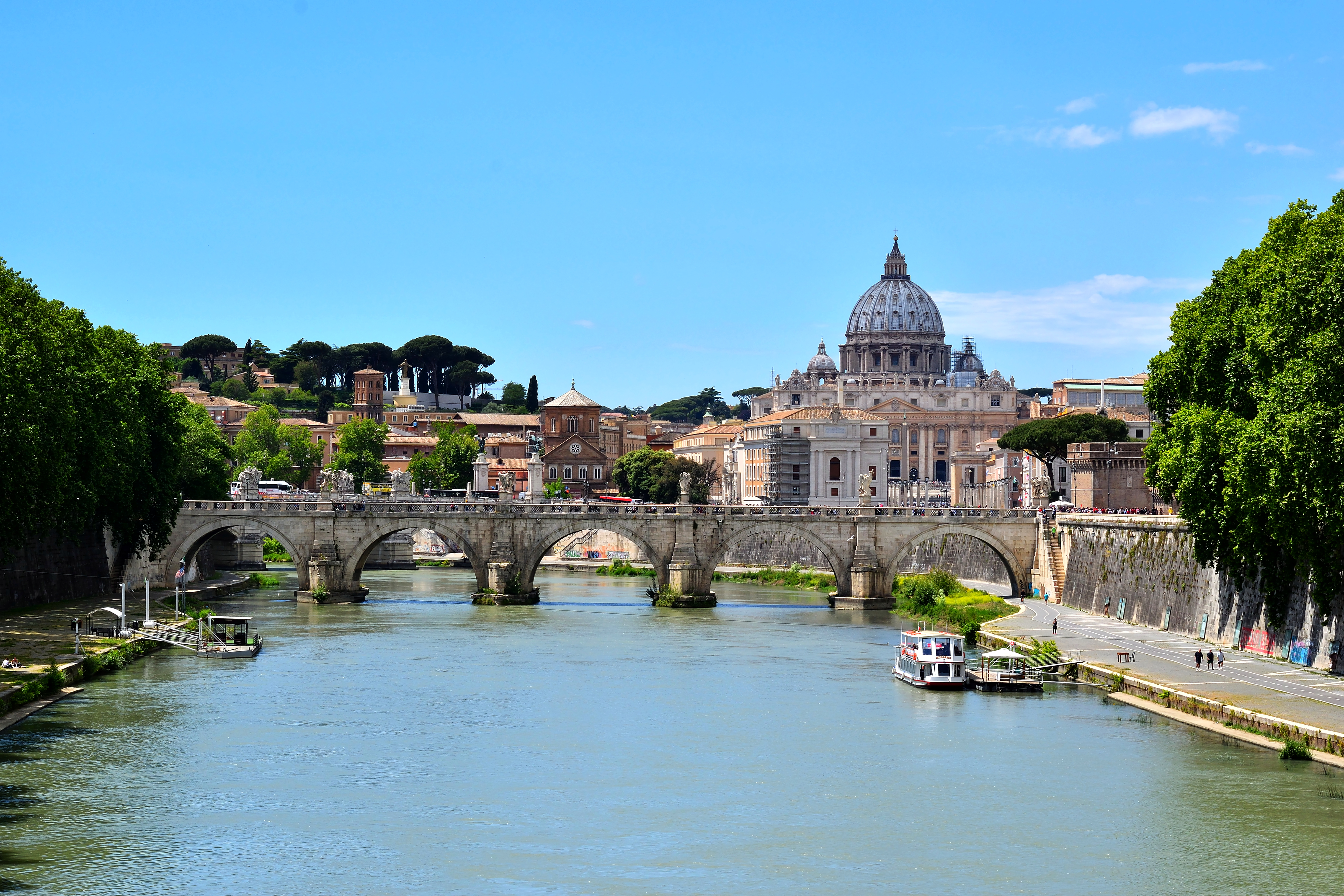
Bazylika św. Piotra w Watykanie

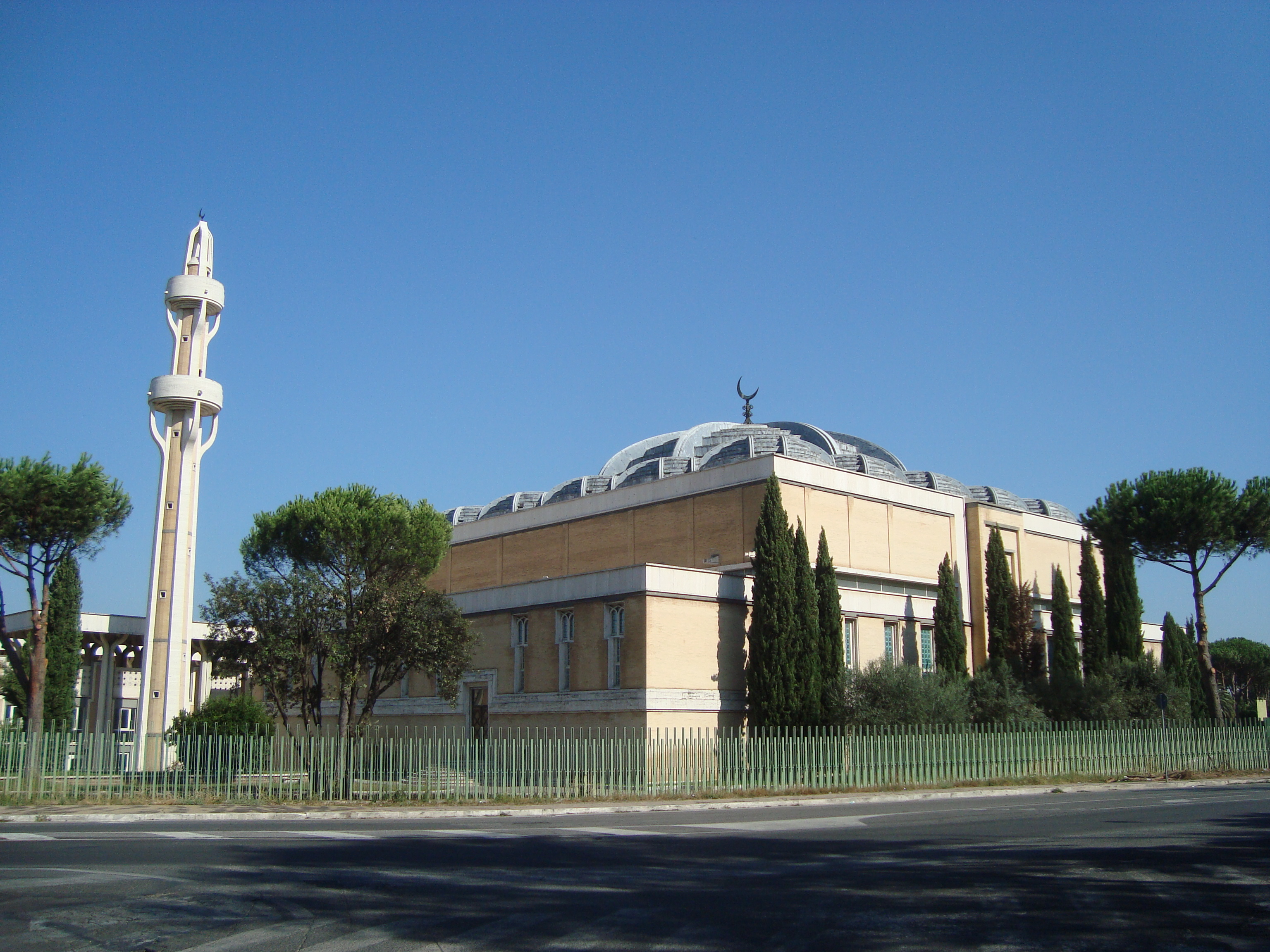
Meczet muzułmański w Rzymie

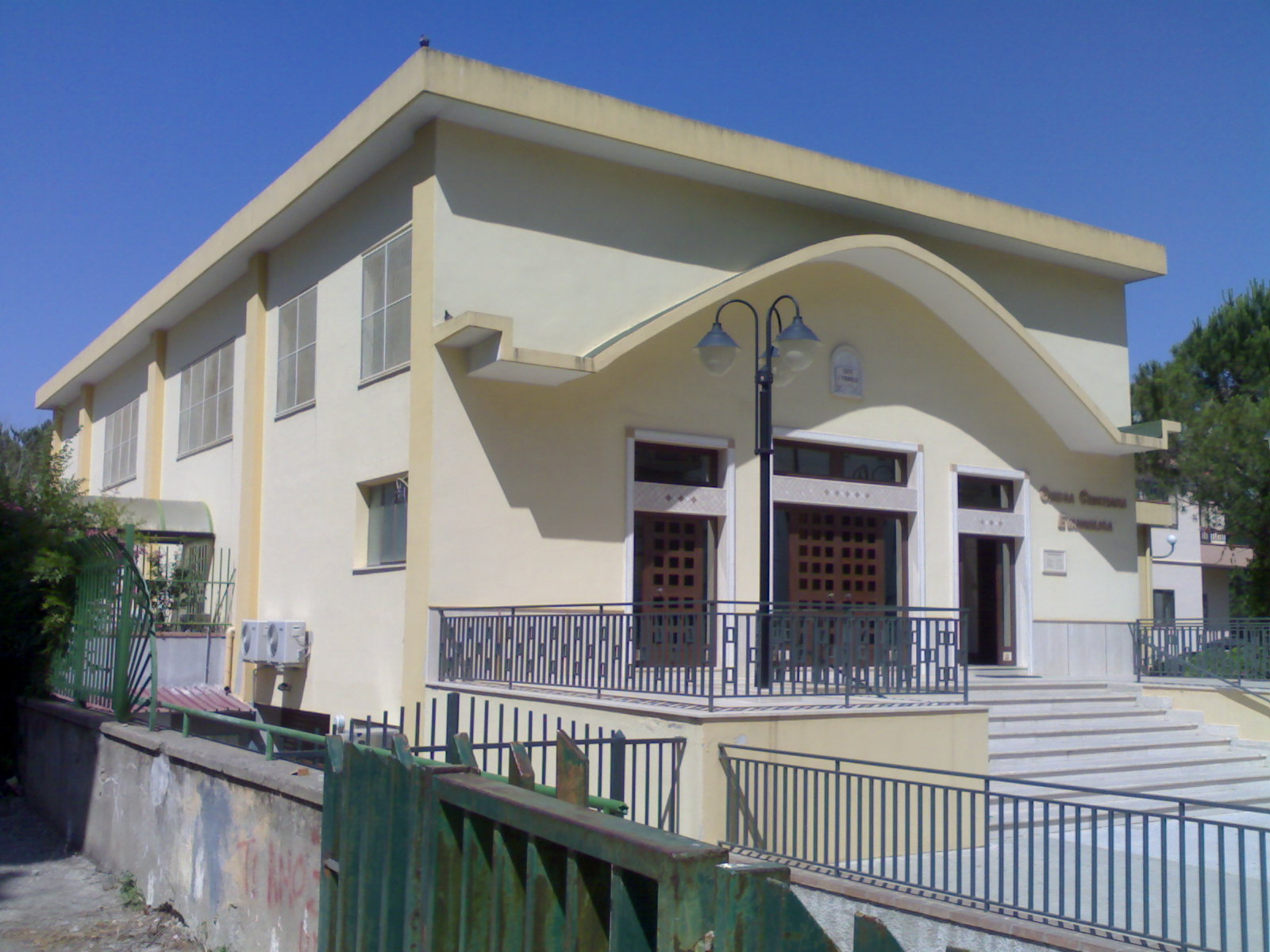
Zbór zielonoświątkowy w Crotone

We Włoszech najbardziej rozpowszechnioną religią jest chrześcijaństwo. Większość ludności jest wyznania katolickiego. Największymi mniejszościami religijnymi (z ponad 1 mln) we Włoszech są: muzułmanie i prawosławni, a wśród rodowitych mieszkańców protestanci (471 tys.).
Według badań Pew Research Center z lat 2015–2017, 78% populacji Włoch uważa się za katolików. Około 15% populacji nie jest stowarzyszona w żadnym związku wyznaniowym. Według badań tego samego ośrodka w roku 2018:
- 21% Włochów twierdzi, że religia pełni ważną rolę w ich życiu,
- 43% uczęszcza na nabożeństwa przynajmniej raz w miesiącu,
- 26% wierzy w Boga z całą pewnością.

Według najnowszego sondażu Eurobarometru z 2010 roku odpowiedzi mieszkańców Włoch na pytania w sprawie wiary były następujące:
- 74% – „Wierzę w istnienie Boga”,
- 20% – „Wierzę w istnienie pewnego rodzaju ducha lub siły życiowej”,
- 6% – „Nie wierzę w żaden rodzaj ducha, Boga lub siły życiowej”.

Międzynarodowa siedziba Kościoła katolickiego istnieje w Watykanie od III wieku, kiedy biskup Rzymu został najwyższym biskupem i otrzymał tytuł „papieża”. W 1929 roku poprzez traktaty laterańskie Watykan staje się niezależnym państwem, aby umożliwić papieżowi sprawowanie władzy powszechnej.

## Badania dotyczące mniejszości religijnych
Według badań z 2017 roku działa we Włoszech w sposób zorganizowany 866 mniejszości religijnych. W pierwszych badaniach z 2001 roku było ich 658. Badania wykazały, że liczba włoskich obywateli wyznających inną religię jak katolicyzm jest równa 1 963 900 jednostek, wliczając imigrantów, którzy nie mają obywatelstwa włoskiego, do mniejszości religijnych należy razem 5 861 700 osób.
Liczby te obejmują głównie muzułmanów, następnie prawosławnych przybywających z Europy Wschodniej jak również hinduistów, buddystów, sikhów, wyznawców religii Radha Soami, zielonoświątkowców i baptystów z Chin, Korei, Filipin i Afryki, a także wyznawców Kościoła koptyjskiego, przybywających z różnych krajów afrykańskich.

## Dane statystyczne
| Religie/kościoły                            | Liczba wiernych | Procent ludności | Źródło danych  |
| ------------------------------------------- | --------------- | ---------------- | -------------- |
| Kościół rzymskokatolicki                    | 39 661 400      | 71,1%            | Eurispes, 2016 |
| Islam                                       | 2 008 900       | 3,32%            | CESNUR, 2017   |
| Prawosławni                                 | 1 777 200       | 2,94%            | CESNUR, 2017   |
| Protestanci                                 | 688 100         | 1,14%            | CESNUR, 2017   |
| Buddyści                                    | 292 900         | 0,48%            | CESNUR, 2017   |
| Świadkowie Jehowy                           | 250 624         | 0,41%            | JW.ORG, 2022   |
| Hinduiści                                   | 192 500         | 0,32%            | CESNUR, 2017   |
| Sikhowie i radhasoami                       | 66 000          | 0,11%            | CESNUR, 2013   |
| Judaizm                                     | 41 200          | 0,07%            | CESNUR, 2017   |
| Niezależne kościoły wschodnie i afrykańskie | 43 500          | 0,07%            | CESNUR, 2013   |
| Ruch „Human Potential”                      | 30 000          | 0,05%            | CESNUR, 2017   |
| Mormoni                                     | 27 200          | 0,045%           | CESNUR, 2017   |
| New Age                                     | 20 000          | 0,03%            | CESNUR, 2017   |
| Ezoteryzm i teozofia                        | 16 400          | 0,03%            | CESNUR, 2017   |